# Home (The Corrs)
Home è il quinto album della band irlandese The Corrs, pubblicato nel 2005.
Contiene alcune cover di canzoni tradizionali irlandesi, tra cui due tracce cantate in lingua irlandese (Buachaill Ón Éirne e Bríd Óg Ní Mháille).
L'album fu pubblicato a dieci anni esatti dalla pubblicazione del primo album del gruppo, Forgiven, Not Forgotten.

## Tracce
1. "My Lagan Love"
2. "Spancill Hill"
3. "Peggy Gordon"
4. "Black Is The Colour"
5. "Heart Like A Wheel"
6. "Buachaill Ón Éirne" ("Boy From Ireland" - in Gaelic)
7. "Old Hag (You Killed Me)" (strumentale)
8. "Moorlough Shore"
9. "Old Town"
10. "Dimming Of The Day"
11. "Bríd Óg Ní Mháille" ("Bridget O'Malley" - in Gaelic)
12. "Haste To The Wedding" (strumentale)
  - bonus track
13. "Return To Fingall" (strumentale)